# Jan Kaláb
Jan Kaláb (přezdívky Splesh, Point, Cakes; * 20. června 1978 Praha) je český výtvarník věnující se graffiti, street artu a mural artu.

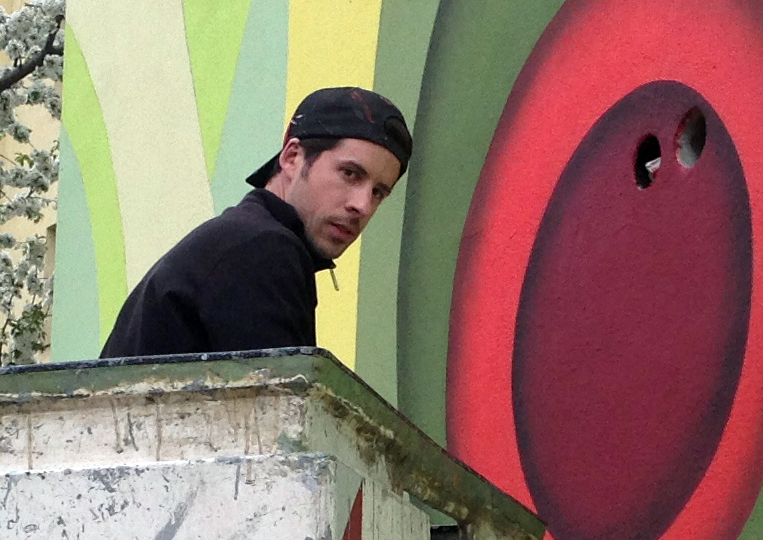
Jan Kaláb během malby mural artu v Mrštíkově ulici v Praze 10 v dubnu 2013

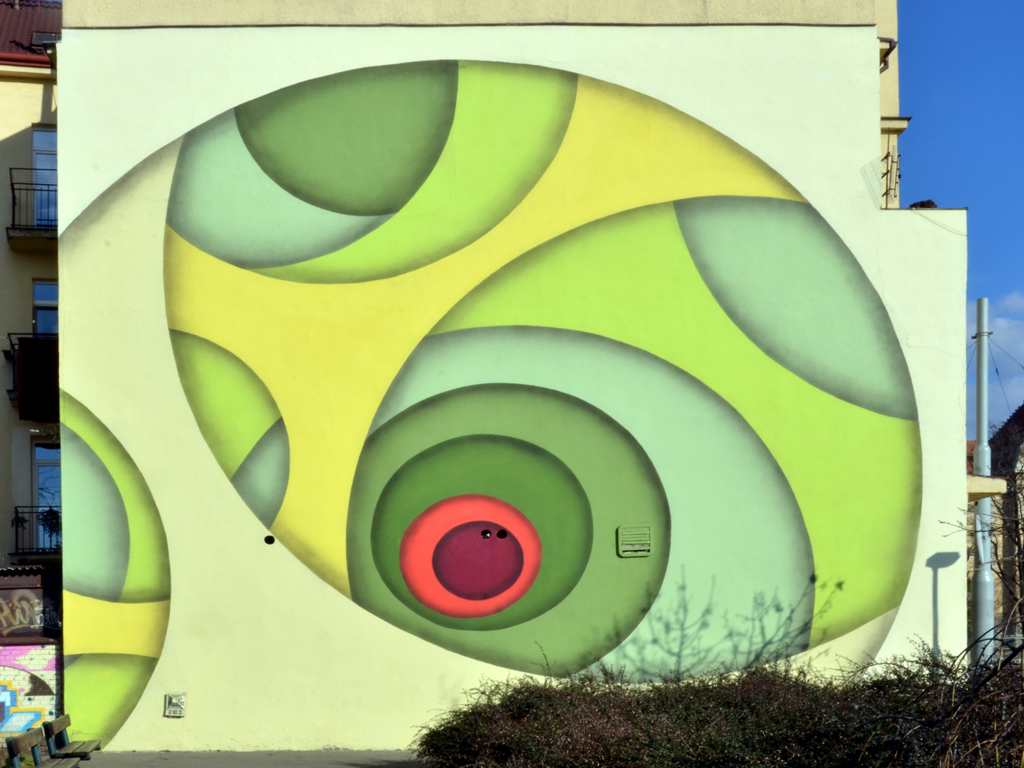
Jan Kaláb, výsledná malba, Mrštíkova

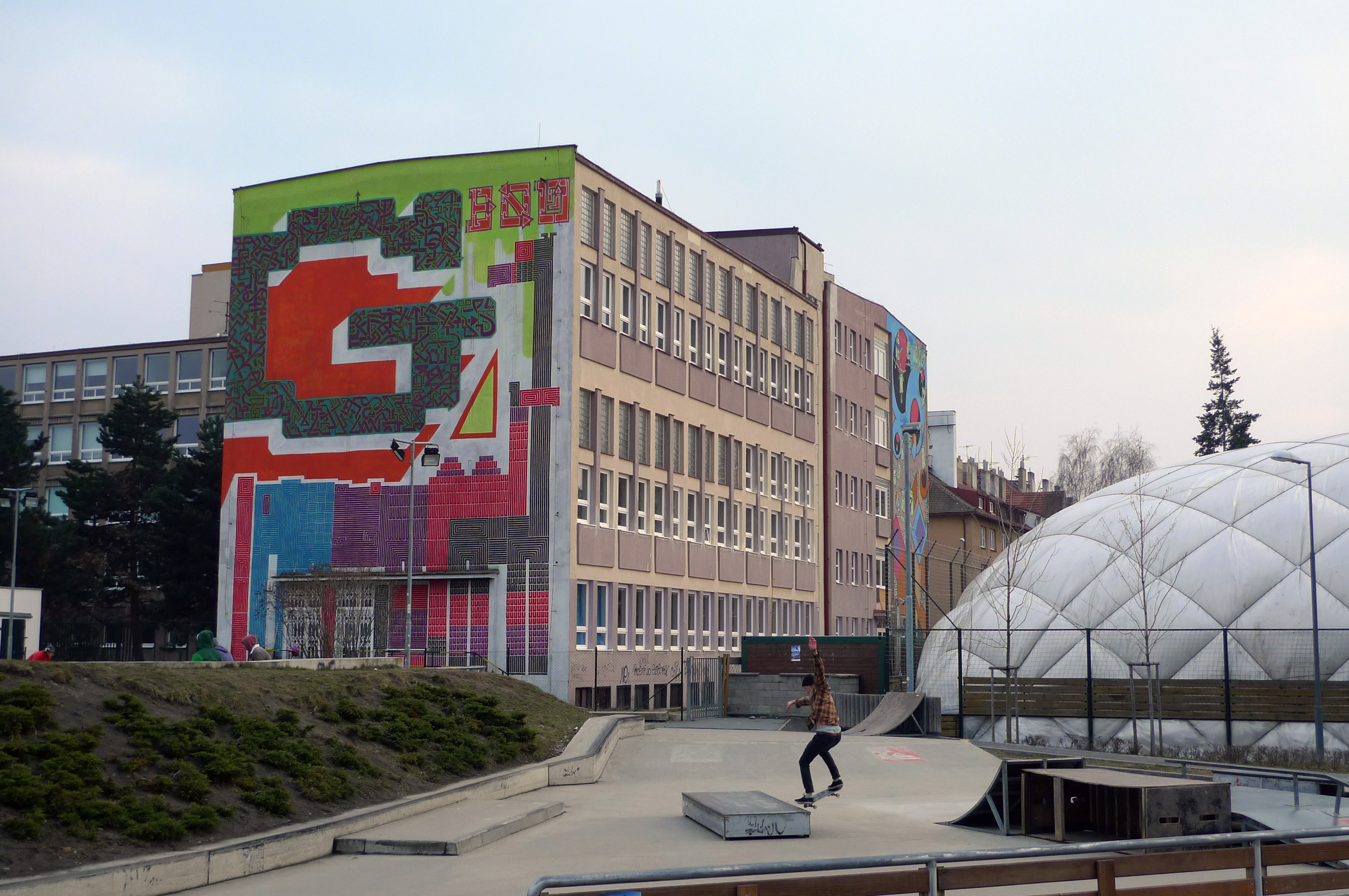
Mural art na budově základní školy Gutova v Praze 10. Autoři Michal Škapa, Jakub Uksa, Jan Kaláb a Lukáš Kladívko

Se sprejem a graffiti se seznámil roku 1993, když mu bylo 15 let. V té době vznikl jeho první piece. Rok na to, v roce 1994, namaloval první panel. Od té doby zhotovil stovky a stovky graffiti, a to jak sám pro sebe, tak pro známé firmy. Jeho jméno procestovalo téměř celou Evropu. V roce 2000 vyrazil spolu s Romeem a Ceyem do Spojených států. Navštívili New York, kolébku graffiti, kde několika panely na newyorském metru a oneman barevným wholecarem vytvořil třešničku na dort své ilegální tvorby. V roce 2001 hranice graffiti posunul a stal se podle svých slov jedním z prvních autorů plastikových 3D graffiti na světě.
V roce 2006 završil vysokoškolská studia na Akademii výtvarných umění v Praze.

## Samostatné výstavy
- 2008
  - POINT shop, Trafo galerie (Praha)
- 2011
  - Kaláb 33 – Křížení planet, Trafačka (Praha)
- 2012
  - Good choice, České centrum (Sofie, Bulharsko)
- 2013
  - Point / Děravé plány, The Chemistry Gallery (Praha)
  - Od bodu ke kruhu a zpátky, Galerie Obecního domu (Opava)
  - SALUT, H’art Gallery (Bukurešť, Rumunsko)
- 2014
  - Around The Point, HIC Gallery (Buenos Aires, Argentina)
  - Art in Public, One Night Pop Up Show, 103 Allen Street (New York, USA)[2]
- 2015
  - Getting Up, Partisan Creative Corner (Soest, Německo)
  - Extra (Villa Pellé, Praha)
  - Odyssey, Lollipop Gallery (Londýn, Velká Británie)
  - Tension, BC Gallery (Berlín, Německo)
- 2016
  - Pulso Cromático, Castanier Gallery (Bogota, Kolumbie)
  - Pluriforme, Openspace Gallery (Paříž, Francie)

## Skupinové výstavy
- 2001
  - Fragments 4, Mánes (Praha)
- 2002
  - Mladý maso, Galerie U Zlatého prstenu (Praha)
  - Subkultura, Galerie NoD (Praha)
- 2003
  - Da Paintas, Galerie NoD (Praha)
  - Genesis, Ten 15 (San Francisco)
  - Fanty, Galerie Art Factory (Praha)
  - 3. Zlínský salón mladých, Krajská galerie (Zlín)
  - Back Jumps (the Live issue) (Berlín)
- 2004
  - Objectivity Cathedral gardens (Manchester)
  - Ewerwanting Streets Röda Sten (Göteborg)
  - Infiltrace Oblastní galerie (Liberec)
- 2005
  - City of names Kunsthalle Bethanien (Berlín)
- 2006
  - Redbull Artbeat, BG, (Amsterdam, Holandsko)
  - Trafačka aréna – Otevřeno (Praha)
- 2007
  - 5+kk, Galerie Trafačka (Praha)
  - Planet prozess (Berlín, Německo)
  - Prostor pro intuici, GHMP – Dům U Zlatého prstenu (Praha)
  - Intercity: Berlin – Praha, Mánes (Praha)
  - Streetart Praha, Školská 28 (Praha)
  - Laktace, Galerie Nábřeží (Praha)
  - Point, Vernon Projekt (Praha)
- 2008
  - Faces and Laces (Moskva, Rusko)
  - City’s Celebrities, Moravská galerie (Brno)
  - Artphone, Kampa (Praha)
  - Names, Trafačka (Praha)
  - Aeronále, Letiště Ruzyně (Praha)
- 2009
  - Graffest (Gdaňsk, Polsko)
  - Věříme v krizi, Trafačka (Praha)
  - 60 Details (Moskva, Rusko)
  - Naproti tomu, The Chemistry Gallery (Praha)
  - Storage, The Chemistry Gallery (Praha)
- 2010
  - Metropolis, pavilon ČR na Světové výstavě EXPO 2010 (Šanghaj, Čína)
  - 1st Biennial Graffiti Fine Art, MUBE (São Paulo, Brazílie)
  - Metropolis, DOX – Centrum současného umění (Praha)
- 2011
  - De Dentro e De Fora, MASP (São Paulo, Brazílie)
  - Boutique – Jan Kaláb, Pasta, Tron, The Chemistry Gallery (Praha)
- 2012
  - Street smart, Kulturhuset (Stockholm, Švédsko)
  - Městem posedlí, GHMP – Městská knihovna (Praha)
  - Tři z Trafačky, Galerie moderního umění (Roudnice nad Labem)
- 2013
  - Et Cetera, Istituto Italiano di Cultura (Praha)
- 2014
  - Children of Kupka, City Hall (Putaux, Francie)
  - Trafacka / Temple of Freedom, Red Gallery (Londýn, Velká Británie)
  - Outside / Inside, Tabla Rasa Gallery, Brooklyn – (New York, USA)
  - Artmossphere – 1st streetart biennale (Moskva, Rusko)
  - Trafacka – Close (Trafačka, Praha)
- 2015
  - Et Cetera, MAXXI (Řím, Itálie)
  - OpenArt – Art Biennale (Örebro, Švédsko)
- 2016
  - Transborder, Fabien Castanier Gallery (Los Angeles, USA)
  - HZGSJK, Goldenhands Gallery (Hamburk, Německo)
  - Friends and Family, Fabien Castanier Gallery (Los Angeles, USA)
  - Mimesis Magma Gallery (Boloňa, Itálie)
  - Zmrtvýchvstání, Trafo Gallery (Praha)
  - Pop-Up Exhibition, Fabien Castanier Gallery (Miami, USA)

## Ostatní projekty a aktivity
- 2006
  - iniciátor a spoluzakladatel občanského sdružení a centra mladého umění Trafačka; spolutvůrce programu, jeden z rezidenčních výtvarníků, organizátor akcí a výstav i jejich účastník
- 2008
  - koncepce, organizace a realizace mezinárodního festivalu graffiti a street artu Names, Trafačka, Praha
- 2011
  - jedna z hlavních postav celovečerního dokumentárního filmu Trafačka – Chrám svobody (dokončen 2011)
- 2012
  - koncepce, organizace a realizace mezinárodní výstavy graffiti a street artu Městem posedlí, GHMP – Městská knihovna, Praha
  - spolupráce se sdružením Sámovka, centrem prevence a pomoci dětem žijícím mimo vlastní rodinu – výtvarné workshopy pro děti

## Realizace ve veřejném prostoru – výběr
- 2004
  - Ohnivý POINT, objekt – instalace, náměstí Jana Palacha (Praha)
  - 1. Invace Pointíků (Praha)
- 2005
  - POINT – City of Names, architektonická instalace (Berlín, Německo)
- 2006
  - Záplaty, malba na zemi (Praha)
  - 2. Invace Pointíků (Praha)
- 2007
  - Pomník obětem graffiti (Florenc, Praha)
- 2008
  - Telefonní budka „Obsazeno“ (Kampa, Praha)
- 2010
  - Bez názvu, mural, DOX – centrum současného umění (Praha)
- 2011
  - Nekonečno v bílé, mural, Galerie Chocque Cultural (São Paulo, Brazílie)
  - Záplaty, malba na zemi (São Paulo, Brazílie)
- 2012
  - Bez názvu, mural (Dolní oblast Vítkovice, Ostrava)
  - Červená kompozice, mural (Národní třída, Praha)
  - Červená kompozice, mural, Street Art Communication (Košice, Slovensko)
  - Oranžové křížení, mural (Dolní oblast Vítkovice, Ostrava)
  - Uvnitř šedivé krychle, mural (sídlo Pietro Filipi, Praha)
  - Kupka al Fresco, velkoformátová malba (Londýn, Velká Británie)
- 2013
  - Uvnitř kruhu, mural (Mrštíkova ulice, Praha)

Další realizace: Berlín, Bukurešť, Florencie, Göteborg, New York, Modena, Manchester, Moscow, Paříž, Rio De janeiro, São Paulo, Sofie, Stockholm.

## Ocenění
- Cena UniCredit Bank „ART PRAGUE Young Award“ (2010).